# Беловская (Вологодская область)
Беловская — деревня в Усть-Кубинском районе Вологодской области.
Входит в состав Богородского сельского поселения (с 1 января 2006 года по 9 апреля 2009 года входила в Авксентьевское сельское поселение), с точки зрения административно-территориального деления — в Авксентьевский сельсовет.
Расстояние до районного центра Устья по автодороге — 73 км, до центра муниципального образования Богородского по прямой — 15 км. Ближайшие населённые пункты — Андреевская, Кузнечеевская, Шадрино, Петряевская, Марковская, Максимовская.
По переписи 2002 года население — 2 человека.